# El Bellestar
El Bellestar, també anomenat el Bellestar de la Tinença, apareixia com a Bellestar en català antic a la carta pobla, a voltes ha rebut la forma castellanitzada *el Ballestar (en castellà i oficialment Ballestar), és un poble situat dins el terme municipal de la Pobla de Benifassà (Baix Maestrat, País Valencià).

## Geografia
Està situat a la històrica comarca de la Tinença de Benifassà, al límit septentrional del País Valencià i als peus del massís dels Ports. Fou construït sobre un turó, a 710 metres d'altitud. La superfície total del poble, amb 41,84 km², és la de major extensió de la Tinença de Benifassà.
Es pot accedir al poble des de Barcelona o Castelló, seguint l'AP-7 fins a la sortida 42, en direcció a Vinaròs per la N-238, per a desviar-se en pocs metres per la CS-V-3001 cap a Sant Rafel del Riu. A partir d'aquí, cal anar en direcció a la Sénia (entrant per la Sénia Nord) per a agafar la CS-V-3102 fins al Bellestar.

## Etimologia

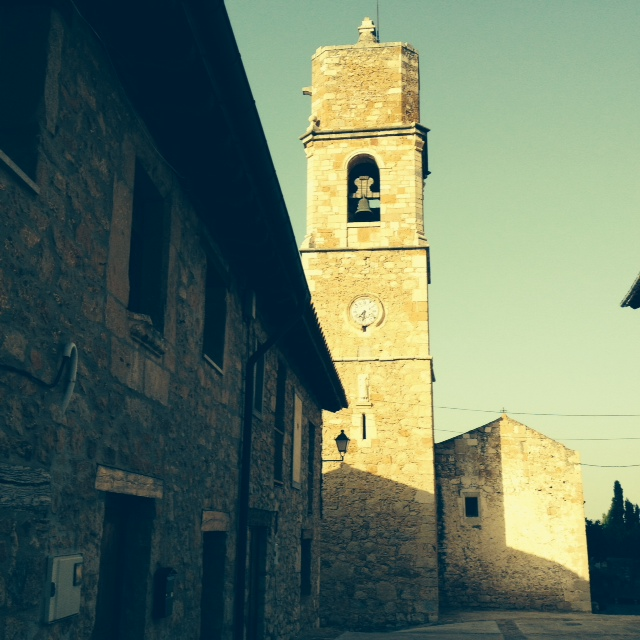
L'església parroquial del Bellestar

Segons alguns historiadors el nom de el Bellestar prové de Bell-Estar, que junt amb la E oberta habitual al català en general i a la Tinença en particular, i segons Miquel Àngel Pradilla de l'Institut d'Estudis Catalans, per l'assimiliació a la vocal tònica (que en aquest cas és la A final), donaria força a l'ortografia Bellestar, que és la que empra l'Enciclopèdia Catalana, i qui, a més, hi afegeix l'apel·latiu 'de la Tinença'. La carta pobla l'esmenta diverses vegades, sempre com a Bellestar (sense l'article).
De fa més d'un segle ençà i per mants motius el nom rep diverses ortografies utilitzades per ens oficials, malgrat que l'Ajuntament ha optat per Ballestar, nom oficial en castellà, o el Ballestar, forma castellanitzada segons l'AVL.

## Història

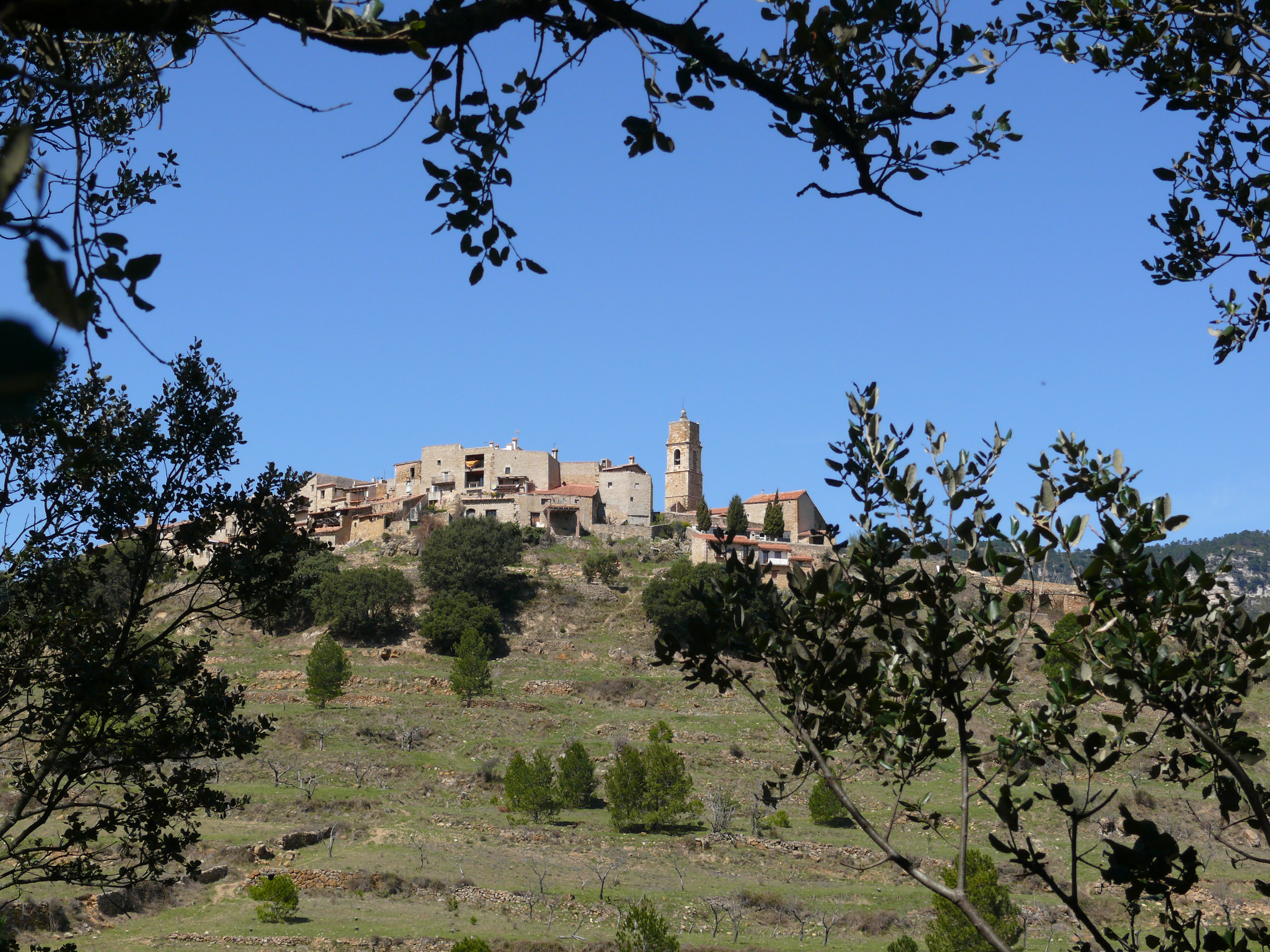
Vista del poble dalt del promontori

La història del Bellestar està vinculada a l'antic monestir del Cister de Santa Maria de Benifassà. Segons les cròniques del monestir, els seus habitants treballaven com a jornalers per a l'esmentat convent, situat a uns tres quilòmetres del Bellestar. El monestir té el seu origen en la donació que feu Pere II, el 1208, del castell i la comarca de Benifassà a Guillem de Cervera, més tard monjo de Poblet, monestir de l'orde del Cister, al qual feu donació del lloc de Benifassà.
El 1233, Jaume I el Conqueridor confirmà la donació i encomanà als monjos de Poblet la fundació d'un monestir en aquestes terres. La creació del monestir propicià la població de la comarca anomenada la Tinença. Els pobles que la formen són: el Bellestar, la Pobla de Benifassà, el Boixar, Coratxà, Fredes, Bel i Castell de Cabres. En un principi, aquests pobles eren granges que el monestir explotava amb els seus propis elements: un monjo, alguns conversos i masovers a cadascuna. Després van ser poblades, i així va ser el cas del Bellestar i de la Pobla de Benifassà l'any 1261, amb l'obligació de pagar delmes, primícies i novenes al monestir i al bisbe. L'empremta del monestir al poble es fa palesa al campanar de l'església on, sota l'esfera del rellotge, es troba una lauda sepulcral de pedra tallada del segle xv, representant a un cavaller vestit amb l'hàbit cistercenc.

## Demografia
La població estable, de fet, és de 12; tot i que hi ha censades 45 persones. El seu gentilici és ballestarenc/a.
| 1877 | 1887 | 1897 | 1900 | 1910 | 1920 | 1930 | 1940 | 1950 | 1960 | 1970 |
| ---- | ---- | ---- | ---- | ---- | ---- | ---- | ---- | ---- | ---- | ---- |
| 459  | 467  | 442  | 446  | 459  | 412  | 339  | 342  | 257  | 224  | 135  |

| 2000 | 2001 | 2002 | 2003 | 2004 | 2005 | 2006 | 2007 |
| ---- | ---- | ---- | ---- | ---- | ---- | ---- | ---- |
| 72   | 57   | 57   | 41   | 46   | 39   | 46   | 54   |

## Llocs d'interés
- Església Parroquial de Sant Salvador. El seu campanar és el punt més elevat de la població. S'hi pot apreciar una làpida funerària de pedra tallada del segle xv que representa a un cavaller cistercenc.[10]
- Els Estrets. És un congost de gran profunditat situat al sud de la població.